# Auchmis argentea
Auchmis argentea är en fjärilsart som beskrevs av Caradja 1932. Auchmis argentea ingår i släktet Auchmis och familjen nattflyn. Inga underarter finns listade i Catalogue of Life.